# Albéric Deswarte
Alberic Deswarte (Nieuwpoort, 24 maart 1875 - Brussel, 19 juli 1928) was een Belgisch senator en advocaat.

## Levensloop
Deswarte was een zoon van welgestelde Nieuwpoortse ouders. Zijn vader, Pieter Deswarte, was de promotor van het Willemsfonds in Nieuwpoort.
Hij liep school aan het atheneum in Oostende en promoveerde in 1898 tot doctor in de rechten aan de ULB, waarna hij beroepshalve advocaat werd. Vanaf 1894 was hij lid van de Belgische Werkliedenpartij. Hij behoorde, samen met Camille Huysmans en enkele anderen, tot de Vlaamsgezinde vleugel van de partij: zo was hij een voorstander van de vernederlandsing van de Rijksuniversiteit Gent. In 1907 werd hij lid van de Tweede Hoogeschoolcommissie. Hij werd eveneens voorzitter van het Vlaams Pleitgenootschap bij de Balie van Brussel, was medestichter van de Bond der Vlaamsche Rechtsgeleerden en secretaris van het Rechtskundig Tijdschrift. Daarnaast was hij een voorstander van het federalisme naar het model van Zwitserland.
Tijdens de Eerste Wereldoorlog verbleef hij in Nederland en stichtte er De Vlaamsche Stem (1915-1916), waarvan hij in de beginmaanden de hoofdredacteur was. Toen het blad een activistische richting insloeg, nam hij ontslag. Hij was ook de stichter-voorzitter van de Belgische School in Amsterdam en ondervoorzitter van de Union Belge, eveneens in Amsterdam. Na de oorlog was Deswarte actief in de amnestiebeweging.
In 1921 werd hij verkozen tot socialistisch senator voor het arrondissement Brussel. Hij vervulde dit mandaat tot aan zijn dood 1928. Samen met August Vermeylen vertegenwoordigde hij de Vlaamsgezinden in de socialistische Senaatsfractie.

## Publicaties
- Over de studie der Nederlandsche rechtstaal, in: Rechtskundig Tijdschrift, 1900-1901.
- Flamandisation de l'Université de Gand. Réponse à Emile Vandervelde, in: Le Peuple, 8 maart 1911.